# Carl Falsen
Carl Valentin Falsen, född 27 maj 1787 i Kristiania (nuvarande Oslo), död 14 april 1852 i Kristiansand, var en norsk ämbetsman och politiker, son till Enevold de Falsen, bror till Christian Magnus Falsen.
Falsen, som blev juris kandidat 1806, blev 1822 byfogde i Trondheim, och representerade staden på stortinget 1818, 1821 och 1822, det sistnämnda året som tingets president. 1826 blev han sorenskriver i Eiker, 1839 amtman i Bratsberg och 1846 stiftsamtman i Kristiansand. Falsen tillhörde på nytt stortinget 1830-48 och var vid olika tillfällen president i stor- respektive odelstinget. 1841-44 var han medlem av den första unionskommittén.